# トンド

マニラ市域とトンド

トンド（英語：Tondo、中国語：東都、湯都）とは、フィリピンの首都マニラの北西部に位置する地区である。パシッグ川の河口のすぐ北側にあり、世界で有数の人口密集地帯として知られる。面積は9.10km²で、590,307人（2000年）もの人々が住んでおり、人口密度は64,868.9人/km²にもなる。川をはさんだ向かいにはマニラを代表する歴史的景観地区であるイントラムロスがある。
貧困地域として世界的に有名であり、市内のスラムの多くがこの地区に存在する。スモーキー・マウンテンの名で知られるごみの最終処分場もこの地区に存在していた。
また、13代大統領ジョセフ・エストラーダ、歌手であり女優のレジーン・ヴェラスケス、秘密組織カティプナンのリーダーアンドレス・ボニファシオの出生地でもある。

## 歴史
トンドには古い歴史がある。西暦900年頃にカウィ文字で書かれた法律文書、ラグナ銅版碑文が見つかっており、これにはトンドの支配者の名前が見られる。後に中国人移民によりトンド王国（ルソン国、呂宋国）が建てられ、その都として「東都」(トンド)が建設された。伝説では1279年の崖山の戦いで元に敗れた宋の落人が建国したという。トンドは都として栄えたが、1500年頃にはブルネイがパシッグ川対岸にマニラ王国（麻里魯）を作ってトンドを屈服させ、ルソン国を支配下に置いた。1571年、スペイン人がルソン国を征服し、トンドはパンパンガ州の中心となり、後にトンド州となった。1896年にはスペインに対する『1896年革命』の中心となった。アメリカ支配下でトンド州は廃止され、さらにマニラ市の一部となった。 

### 大規模火災
- 1978年4月2日 - トンド地区のスラム街で不審火による大規模な火災が発生。800戸以上が焼失し、多数の住民が焼け出された[1]。
- 2024年11月24日 - トンド地区のイスラ・プティン・バトで火災が発生、高床建物の多くが焼失した[2]。

## 地区内の施設
- トゥトゥバン駅 - フィリピン国鉄のマニラ中央駅
- トゥトゥバン・センター・モール(Tutuban Center Mall) - 複合ショッピングセンター
- ロハス橋 - パシッグ川に架かる橋

## 写真

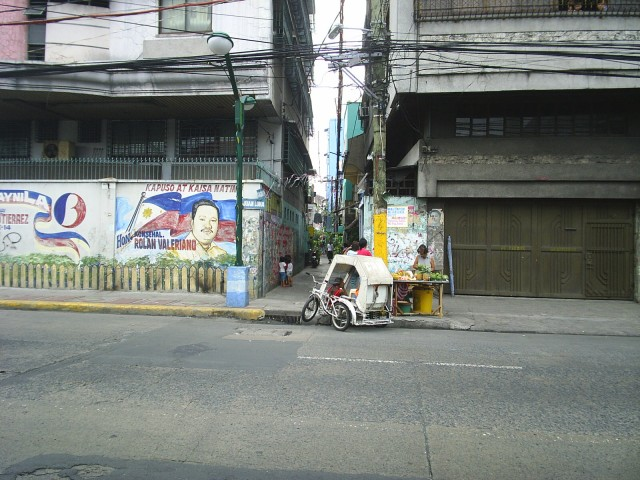
ジュアン・ルナ通りのフルーツ売り
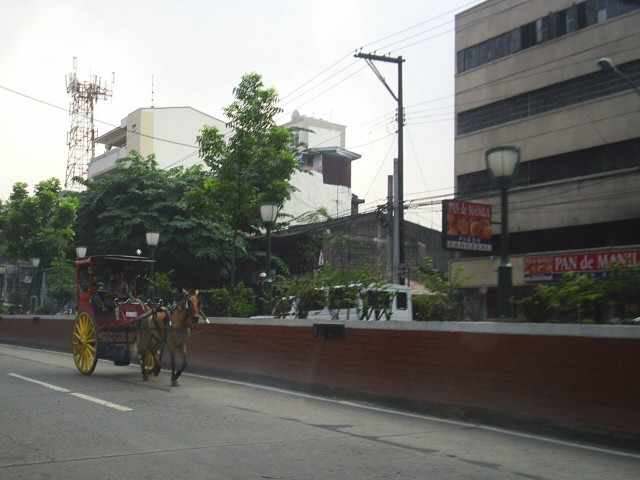
カレッサ（観光用馬車）
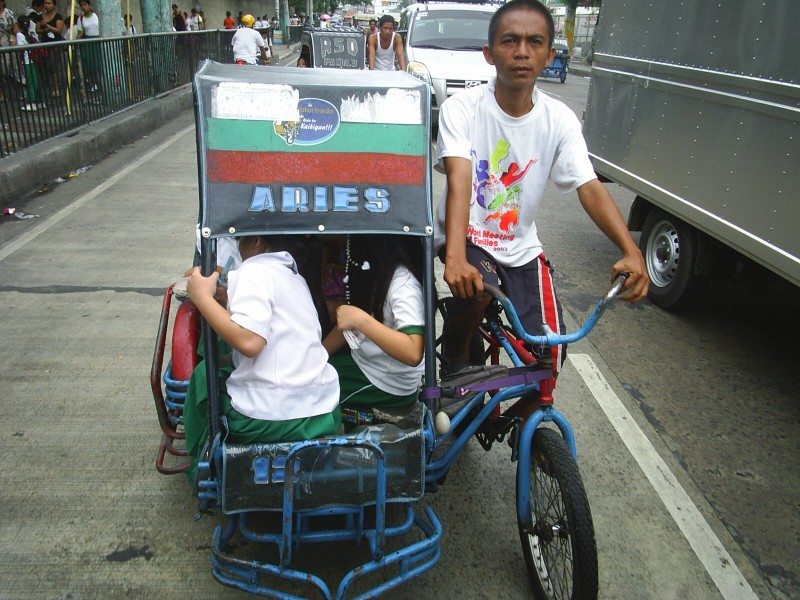
ペディキャブでの通学風景
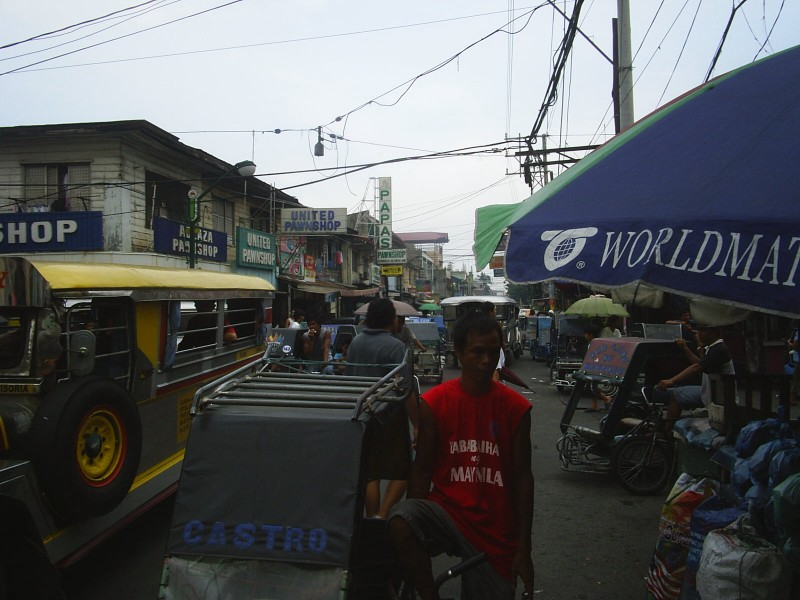
プリティル市場付近